# Owambarctia unipuncta
Owambarctia unipuncta är en fjärilsart som beskrevs av Sergius G. Kiriakoff 1973. Owambarctia unipuncta ingår i släktet Owambarctia och familjen björnspinnare. Inga underarter finns listade i Catalogue of Life.